# Seegefecht bei Valcour Island
Das Seegefecht bei Valcour Island (englisch: Battle of Valcour Island oder auch Battle of Valcour Bay) war ein Gefecht zwischen britischen und Seestreitkräften der Dreizehn Kolonien während des Amerikanischen Unabhängigkeitskrieges, das am 11. Oktober 1776 im Lake Champlain an der Engstelle zwischen Valcour Island und dem Festland des State of New York ausgetragen wurde.

## Allgemeines

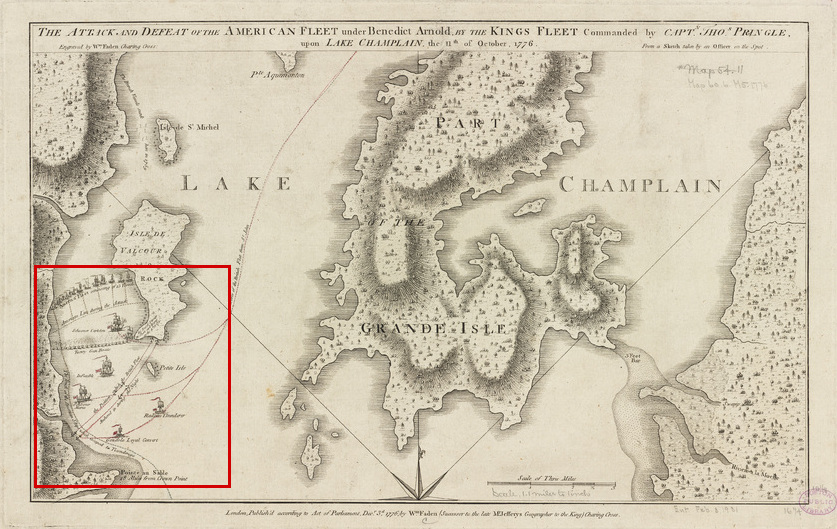
Karte der Schlacht

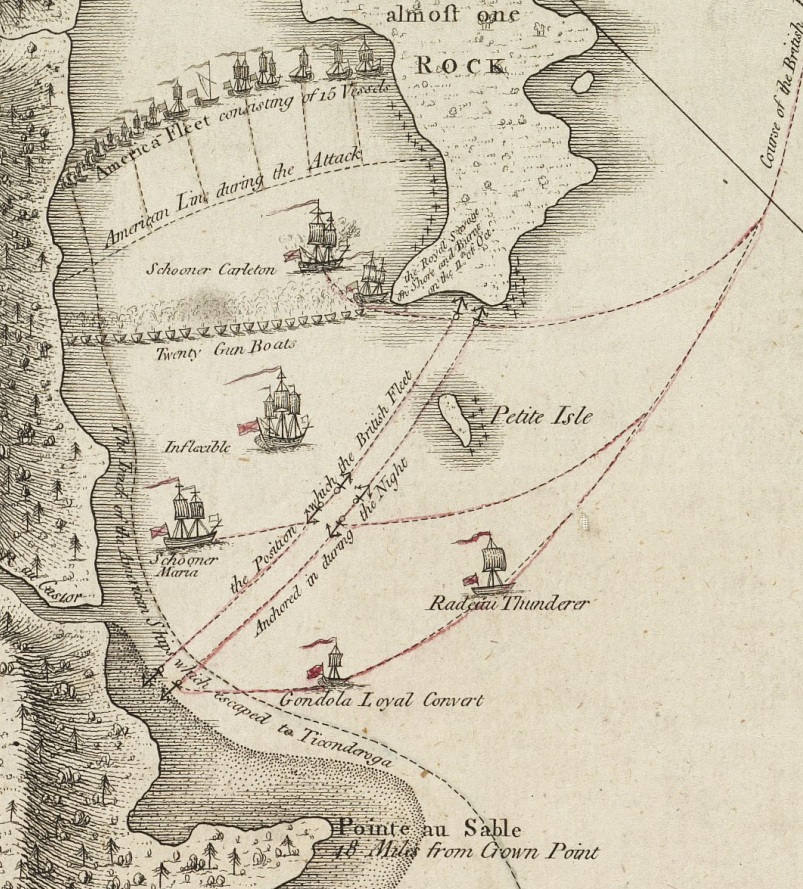
Detail der Karte

Sie wird allgemein als die erste Seeschlacht der United States Navy angesehen. Obwohl das Ergebnis der Schlacht die Zerstörung der meisten amerikanischen Schiffe war, verzögerte sie den Versuch der Briten, die Dreizehn Kolonien innerhalb eines Jahres in zwei Teile zu spalten, und führte letztendlich zur militärischen Niederlage der Briten 1777 am Ende des Saratoga-Feldzuges.
Die strategische Situation sah so aus, dass die Briten zuerst die kolonialen Befestigungen Crown Point und Fort Ticonderoga angreifen mussten, um die Kolonisten im Hudson-River-Tal angreifen zu können. Das zwang sie, ihre Truppen und ihren Nachschub 150 Kilometer vom Sankt-Lorenz-Strom-Tal weg zu transportieren. Weil der Zustand der Straßen zwischen unpassierbar und nicht existent variierte, musste der Nachschub auf dem Wasserweg über den Lake Champlain transportiert werden. Die wenigen kleinen Schiffe auf dem Lake Champlain befanden sich alle in der Hand der Kolonisten; auch wenn sie nur leicht bewaffnet waren, machten sie den Briten den Transport von Truppen und Gütern unmöglich. Darum begannen beide Seiten Flotten zu bauen. Die Briten in Saint-Jean-sur-Richelieu und die Amerikaner in Skenesborough, dem heutigen Whitehall, New York. Die Briten hatten genügend Vorräte, erfahrene Arbeiter und vorgefertigte Schiffe, die aus England antransportiert worden waren. Außerdem zerlegten sie ein 180-Tonnen-Kriegsschiff und setzten es im See wieder zusammen. Alles in allem war die britische Flotte mit 30 Schiffen ungefähr doppelt so groß und hatte doppelt so viel Feuerkraft wie die Amerikaner, die über 16 Schiffe verfügten.
Der amerikanische Kommandeur Benedict Arnold kam aus einer seefahrenden Familie aus Connecticut. Er entschied klugerweise, die Briten zu zwingen, seine unterlegenen Streitkräfte in einer Engstelle mit felsigem Untergrund anzugreifen, wo die britische Flotte Schwierigkeiten haben würde, ihre überlegene Feuerkraft auszuspielen, und wo die unterlegenen seemännischen Fähigkeiten seiner ungelernten Seeleute sich nicht übermäßig auswirken würden. Trotzdem lief die Schlacht nicht gut für die Amerikaner, als die Sonne unterging. Arnold befahl seiner Flotte, während der Nacht an der britischen Flotte vorbei (und durch sie hindurch) zu schlüpfen und sich in den Feuerschutz der Küstenbatterien der amerikanischen Forts am Südende des Sees zu begeben. Das Wetter spielte jedoch nicht mit, und die Amerikaner wurden kurz vor ihrem Ziel eingeholt. Arnold fuhr seine Schiffe in das seichte Wasser der Buttonmold Bay, wohin die schwereren britischen Schiffe nicht folgen konnten. Den Schiffen wurden dann Kanonen, Pulver und alles sonst verwendbare entnommen, und Arnolds Männer zogen sich zu Fuß nach Crown Point zurück.
Obwohl die Briten den See von amerikanischen Schiffen befreit hatten, fiel bereits Schnee, als Arnold und seine Männer nach Crown Point aufbrachen. Der britische Kommandeur Guy Carleton hatte keine andere Wahl, als die Angriffe auf Crown Point und Fort Ticonderoga auf das nächste Jahr zu verschieben.

## Flotten

### Großbritannien
| Schiff                           | Kanonen | Kommandant           | Verluste | Verluste  | Verluste  | Anmerkungen                                              |
| Schiff                           | Kanonen | Kommandant           | getötet  | verwundet | Insgesamt | Anmerkungen                                              |
| -------------------------------- | ------- | -------------------- | -------- | --------- | --------- | -------------------------------------------------------- |
| Inflexible                       | 22      | John Schank          |          |           |           | Sloop                                                    |
| Thunderer                        | 18      | George Scott         |          |           |           | Ketsch-Radeau                                            |
| Maria                            | 14      | John Starke          |          |           |           | Schoner, Flaggschiff von Thomas Pringle und Guy Carleton |
| Carleton                         | 12      | James Richard Dacres |          |           |           | Schoner                                                  |
| Loyal Convert                    | 7       | Edward Longcroft     |          |           |           | Gundelo                                                  |
| weitere 28 kleinere Kanonenboote |         |                      |          |           |           |                                                          |

### Dreizehn Kolonien

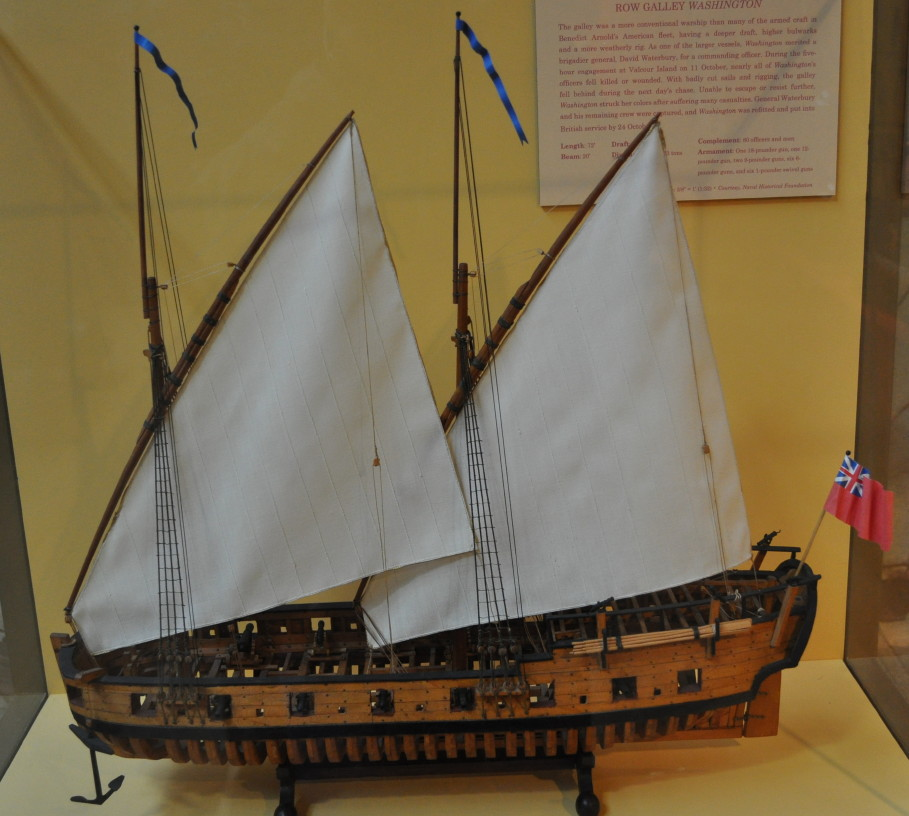
Modell der Row galley Washington

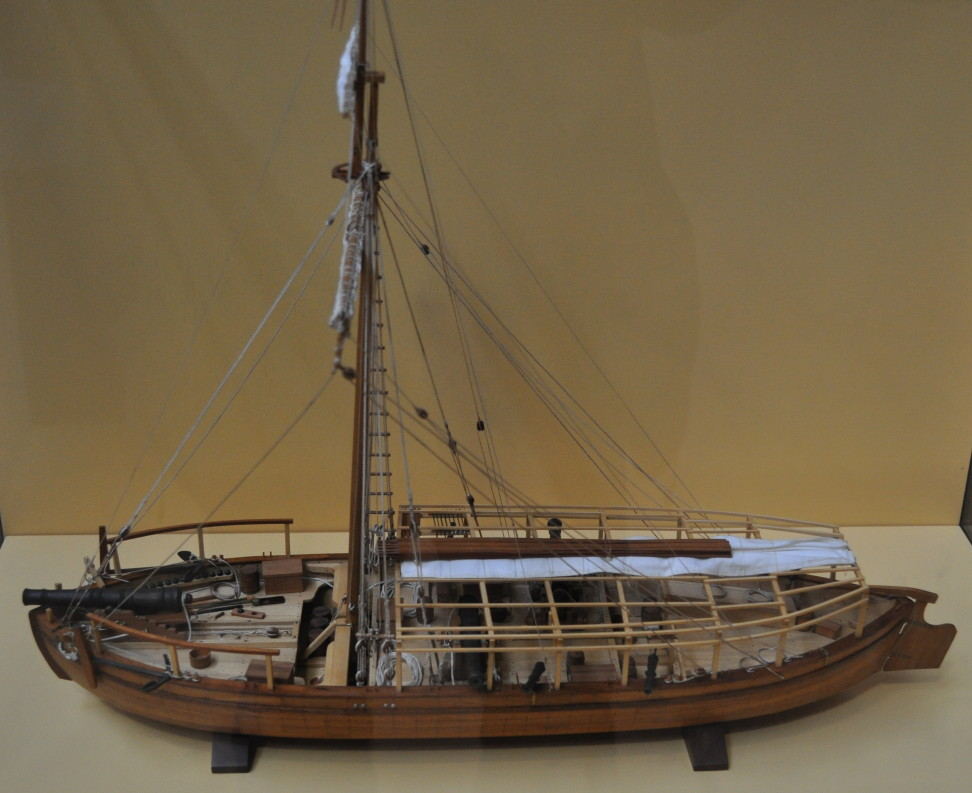
Modell des Gundelo Philadelphia

| Schiff       | Kanonen | Kommandant       | Verluste | Verluste  | Verluste  | Anmerkungen                                                           |
| Schiff       | Kanonen | Kommandant       | getötet  | verwundet | Insgesamt | Anmerkungen                                                           |
| ------------ | ------- | ---------------- | -------- | --------- | --------- | --------------------------------------------------------------------- |
| Enterprise   | 12      | James Smith      |          |           |           | Sloop                                                                 |
| Royal Savage | 12      | David Hawley     |          |           |           | Schoner, am 11. Oktober verbrannt                                     |
| Trumbull     | 10      | Seth Warner      |          |           |           | Row galley                                                            |
| Washington   | 10      | John Thatcher    |          |           |           | Row galley, beschädigt und am 13. Oktober durch die Briten erbeutet   |
| Revenge      | 8       | Isaac Seamon     |          |           |           | Schoner, am 13. Oktober verbrannt                                     |
| Congress     | 8       | James Arnold     |          |           |           | Row galley, Flaggschiff von Benedict Arnold, am 13. Oktober verbrannt |
| Lee          | 6       | Captain Daviss   |          |           |           | Row Galley, am 13. Oktober durch die Briten erbeutet                  |
| Boston       | 3       | Sumner           |          |           |           | Gundelo, am 13. Oktober verbrannt                                     |
| Connecticut  | 3       | Joshua Grant     |          |           |           | Gundelo, am 13. Oktober verbrannt                                     |
| Jersey       | 3       | Grimes           |          |           |           | Gundelo, am 13. Oktober durch die Briten erbeutet                     |
| New Haven    | 3       | Samuel Mansfield |          |           |           | Gundelo, am 13. Oktober verbrannt                                     |
| New York     | 3       | Lee              |          |           |           | Gundelo                                                               |
| Philadelphia | 3       | Benjamin Rue     |          |           |           | Gundelo, am 11. Oktober gesunken                                      |
| Providence   | 3       | Isaiah Simonds   |          |           |           | Gundelo, am 13. Oktober gesunken                                      |
| Spitfire     | 3       | Philip Ulmer     |          |           |           | Gundelo, am 12. Oktober gesunken                                      |